# Pink Turns Blue
Pink Turns Blue es una banda alemana de rock formada en Berlín. Formada en 1985, rápidamente sacó su primer LP, If Two Worlds Kiss expresando un sonido que remite a la música new wave con tonos bajos, oscuros y el uso de sintetizadores, convirtiéndose en uno de los pioneros del desarrollo del género darkwave en el rock gótico.
Pink Turns Blue nunca perteneció al nivel comercial, debido a que pertenece parte de la subcultura gótica, a pesar de ello, Pink Turns Blue en la actualidad es considerado un grupo de culto perteneciente a una escena independiente del rock.

## Integrantes

### Formación actual
- Mic Jogwer - vocal, guitarra
- Ruebi Walter - guitarra
- Paul Richter - batería

### Exintegrantes
- Thomas Elbern - ?
- Marcus Giltjes - sampler, dirección artística, filmación
- Louis Pavlou - ?
- Brigid Anderson - vocal, teclados, percusión
- Reini Walter - bajo
- Andreas Plappert - batería

## Discografía

### Álbumes de estudio
- 1987: "If Two Worlds Kiss"
- 1988: "Meta"
- 1990: "Eremite"
- 1991: "Aerdt"
- 1992: "Sonic Dust"
- 1993: "Muzak"
- 1994: "Perfect Sex"
- 2005: "Phoenix"
- 2007: "Ghost"
- 2010: "Storm"
- 2016: "The AERDT - Untold Stories"
- 2021: "Tainted"

### Recopilaciones
- 1998: "Best of and Rarities"
- 2004: "Re-Union"

### Sencillos
- "State of Mind" (1987)
- "Touch the Skies" 12" (1988)
- "Your Master Is Calling" 12" (1988)
- "Michelle" 12" (1990)
- "The Son"	12" (1991)
- "Seven Years" 12" (1991)
- "Overloaded" 12" (1991)
- "Star" 12" (1992)